# Helicia sessilifolia
Helicia sessilifolia är en tvåhjärtbladig växtart som beskrevs av R.C.K. Chung. Helicia sessilifolia ingår i släktet Helicia och familjen Proteaceae. Inga underarter finns listade i Catalogue of Life.